# John K. Shields
John K. Shields (Grainger megye, 1858. augusztus 15. – Grainger megye, 1934. szeptember 30.) az Amerikai Egyesült Államok Tennessee államának szenátora.